# 青木宏之 (政治家)
青木 宏之（あおき ひろゆき、1945年（昭和20年）1月20日 - 2009年（平成21年）9月20日）は、日本の政治家。衆議院議員（2期）、愛知県議会議員（4期）を務めた。

## 経歴
愛知県出身。愛知学芸大学附属名古屋中学校、愛知県立旭丘高等学校を経て、1967年、大阪大学法学部卒業。民社党委員長を務めた春日一幸の秘書となる。
1979年、愛知県議会議員選挙に名古屋市守山区選挙区から民社党公認で立候補し初当選。1991年に4期目の当選を果たす。
1993年7月の第40回衆議院議員総選挙に旧愛知1区から新生党公認で立候補し初当選。ただし民社党員でありながら他党の公認候補となったため民社党から除名された。
1994年、新進党の結党に参加。1995年の県議選には、秘書の田中孝博が後継として立候補し初当選した。
1996年10月の第41回衆議院議員総選挙に愛知2区から新進党公認で立候補し再選。この選挙では自民党の田辺広雄が2番目、民主党の古川元久が3番目で落選したが、3番目の古川が比例復活で初当選した。その後新進党分党で自由党、保守党の結成に参加した。
2000年6月の第42回衆議院議員総選挙に保守党公認で立候補。自民党は、民社党・新進党に所属した元県議の谷口守行を擁立。古川が再選を果たし、谷口は2番目、青木は3番目で落選した。これを機に政界から引退した。
2009年9月20日、肺アスペルギルス症のため、死去した。64歳没。死没日付をもって正五位に叙され、旭日中綬章を追贈された。

## 拉致事件で問題発言
青木は1999年11月の「村山訪朝団」に加わり北朝鮮を訪問したが、帰国後の12月3日夜、CS放送日本テレビ『ノンストップ・ニュース』（NNN24）内の番組「ディリー・プラネット〜金曜発言中〜」に民主党衆議院議員伊藤英成（村山訪朝団に参加）、静岡県立大学教授伊豆見元とともに出演し、日朝交渉の内容、北朝鮮による日本人拉致問題と今後の見通しなどについて語った。
この中で青木は「（食糧支援は）するのが当たり前なんです」「その時に助けるのが人道問題、食糧問題」「拉致ではないですよ行方不明」「（拉致は）日本が勝手に言っていることであってね。じゃあ、証拠知ってるの？」「じゃあ、拉致したという証拠知ってんの」「（拉致の）疑いですよ」などの発言を行った。これらの発言は司会者とのやり取りの中で青木が激高し、暴言を繰り返したもので、全体としてはやや支離滅裂な内容であったが、いずれも北朝鮮側に立ち、拉致疑惑を全面否定する北朝鮮側の主張を代弁するかの如きものであった。青木は旧拉致議連の主要メンバーであり、拉致被害者家族とも直接接していたことから、青木が態度を一変させこのような発言を行ったことは「家族会」「救う会」に大きな衝撃を与え、ただちに厳しい批判に晒された。
後日青木は「TV番組に於ける発言について」と題された一文を発表し、「拉致問題は、「容疑濃厚」として政府が発表しているが完全に「事実」とされている訳ではないということを指摘しただけである。もし「事実」として国際的にも認知されているとするならば、日本の主権にかかわる問題であり、日本政府としては、国連機関や米国などに対し徹底的に北朝鮮を糾弾すべく強く働きかけるべきである」「食糧支援の問題は、人道問題として国際的通念たることを言った」「愛国心に於いては、人後に落ちぬと自負している」「拉致疑惑の解決も誰よりも願っている者です」「私の「発言」について、全くデタラメなデマが流され、大変に迷惑している。一部取り様によってはと思われる箇所があることは認めるが、真意を確認して欲しいものである。真の愛国者と自負する私に対して売国奴呼ばわりすることは許せない、真実と真意を確認されたい」などと釈明したが、「家族会」「救う会」他の拉致議連参加議員の信用を失い、さらに青木が「救う会」などからの抗議に対し頑なな態度を取り続けたことから、その後の活動への参加を拒否された。青木は最終的には謝罪したものの、以後この問題に関わることができなくなった。
なお、青木と共に訪朝した中山正暉も同様に拉致を否定する発言を行い、世間から激しく非難された。